# Blanjanje
Blanjanje je postupak obrade metala (ili drugih materijala) koji radi na istom principu kao i tokarenje, dakle odvajanjem strugotina pomakom noža u odnosu na obrađivani predmet. 
Za razliku od tokarenja koje obrađuje predmete koji se rotiraju, blanjanje obrađuje ravne predmete, odnosno, blanjanje je vrsta tokarenja predmeta beskonačno velikog promjera, te se svodi na obradu ravnih ploha. Blanjanje se uglavnom radi na velikim komadima koji se obrađuju po dužini. Pri blanjanju se nož alata giba paralelno s ravninom obrađivanog predmeta ili pod malim kutom u odnosu na obrađivani predmet
Dubljenje je postupak obrade metala gotovo istovjetan blanjanju, pri kojem se nož alata giba okomito ili gotovo okomito u odnosu na gornju ravninu obrađivanog predmeta. Princip rada pri dubljenju i pri blanjanju je gotovo istovjetan, razlike su neznatne, a i alati nalikuju jedan drugom.

## Blanjalice i dubilice
Strojevi na kojima izvodimo blanjanje se nazivaju blanjalicama, a strojevi za dubljenje se zovu dubilicama, iako se ponegdje sreće izraz vertikalna blanjalica. Karakteristika blanjalica i dubilica je da imaju jedan radni ciklus u kojem obrađuju materijal nakon kojeg dolazi povratni ciklus koji služi samo da se nož vrati u prvobitno stanje i u kojem se materijal ne obrađuje. To predstavlja prazni hod, odnosno izgubljeno vrijeme u radu blanjalice, što uzrokuje smanjenje efikasnosti cijelog postupka i poskupljenje rada. Zbog toga se ovi postupci primjenjuju samo kod manjih serija ili pojedinačnih obradaka.
Blanjanje je postupak obrade velikih predmeta, a po veličini predmeta i obliku konstrukcije stroja za blanjanje imamo dvije vrste blanjalica.
Dijele se na:
Dugohodne blanjalice (eng. planer machine)
Kratkohodne blanjalice (eng. shaper machine)
Oba tipa blanjalica imaju nož za rezanje pričvršćen za glavu blanjalice, koji se giba po pravcu u odnosu na površinu koja se obrađuje. Kada se dođe do kraja putanje u smjeru rezanja, nož se odmiče od obratka i započinje povratak u početni položaj, tijekom kojeg se ne vrši obrada materijala. Postoje i primjeri gdje blanjalice imaju dva seta noževa, jedan za kidanje u jednom smjeru, a drugi za povratak u prvobitni položaj, gdje ponovno zamjenjuju mjesta.

## Usporedba kratkohodne i dugohodne blanjalice
Kod oba tipa blanjalica nož ima bočni pomak u odnosu na obradak, a uzdužni pomak je ono po čemu se razlikuju dva tipa. 
Osnovne razlike između dugohodne i kratkohodne blanjalice su:
-dugohodna blanjalica ima uzdužno pomični stol, koji svojim pomicanjem vrši ciklus obrade. Kratkohodna blanjalica ima nepomičan stol, kod nje se glava s nožem giba i poprečno i uzdužno, a uzdužni pomak vrši obradu materijala.
-dugohodna blanjalica je namijenjena obrađivanju puno većih dijelova od kratkohodne, dijelovi mogu biti i preko 6 metara široki i više od 12 metara dugi.
-kratkohodna blanjalica je mnogo manjih dimenzija od dugohodne, jer je duljina dugohodne blanjalice jednaka najmanje dvije duljine pomaka stola blanjalice.
-dugohodna blanjalica može imati veću debljinu strugotine od kratkohodne, odnosno učvršćenje noža je jače i to dozvoljava.
-dugohodna blanjalica može koristiti i više noževa odjednom
-dugohodna blanjalica ima veću preciznost od kratkohodne zbog veće čvrstoće noža i glave
-dugohodne blanjalice imaju skoro postojanu brzinu rada, ali im se ne može ugraditi uređaj za brzo vraćanje.

## Osnovni dijelovi dugohodne blanjalice
Postolje ili krevet dugohodne blanjalice je dio koji služi da po njemu kliže stol blanjalice. Na sebi ima utore i izdanke slične šinama u koje je uglavljen stol blanjalice i koji omogućuje pravocrtno gibanje stola bez bočnih pomaka.
Radni stol je dio blanjalice na koji je pričvršćen obradak, te koji kliže po krevetu i tako omogućuje pravocrtno gibanje obratka u odnosu na nož.
Poprečna vodilica služi da omogući gibanje glave reznog alata poprečno u odnosu na obradak, a ujedno se i sama giba gore – dolje.
Vodilice podizanja služe da podignu ili spuste poprečnu vodilicu s glavom.
Sedlo je u biti nosač koji nosi cijeli uređaj s nožem. Sedlo je spojeno s krevetom i čini jednu nerazdvojivu cjelinu.
Glava alata  je nosač reznog alata ili noža. Giba se po poprečnoj vodilici i time određuje položaj noža na početku reznog ciklusa.
Mehanizam za podizanje podiže poprečnu vodilicu s glavom i time određuje dubinu reza, a ujedno i podiže vodilicu prije povratnog ciklusa.
Pogon blanjalice je elektromotor koji pogon sustavu pokretanja stola.
Mehanizam za pokretanje pretvara okretno gibanje koje daje elektromotor u pravocrtno gibanje stola.